# Eigil Knuth
Pour les articles homonymes, voir Knuth.
Eigil Knuth, né le 8 août 1903 à Klampenborg et mort le 12 mars 1996 à Copenhague, est un explorateur, archéologue, sculpteur et écrivain danois.
Il est surnommé le Nestor (« l'homme d'État le plus âgé ») des explorateurs polaires danois. Ses investigations archéologiques ont été faites dans la Terre de Peary et dans les zones adjacentes de l'Extrême-Arctique du Groenland,. Il a été fait chevalier du Dannebrog.

## Biographie

### Jeunesse
Knuth est né à Klampenborg, près de Copenhague au Danemark. Ses parents sont le comte Eigil Knuth sr, capitaine, et Dijmphna (née Gamel). Son héros est l'explorateur norvégien Fridtjof Nansen qui, en 1888, a été le premier à traverser la calotte glaciaire du Groenland et dont le voyage a été financé par le conseiller d'État Augustinus Gamel, grand-père maternel de Knuth. Le cadeau de naissance de Gamel à son petit-fils est un cadeau que Gamel a reçu de Nansen : la boussole que Nansen a emporté lors de son expédition sur la calotte glaciaire du Groenland.
Knuth étudie la technologie du bâtiment à l'Académie royale danoise des beaux-arts, puis la sculpture sur bois à Val Gardena en Italie entre 1926 et 1928. Il publie son premier livre, sur le thème de la philosophie, en 1927, révélant une affinité avec le philosophe danois Søren Kierkegaard. En 1932, il obtient son diplôme de professeur de gymnastique à l'Ollerup Physical Training College au Danemark.

### Explorations
Le premier voyage de Knuth au Groenland a lieu en 1932. Il accompagne alors le Dr Aage Roussell du Musée national du Danemark lors de fouilles archéologiques visant à explorer les anciens sites norriques sur la côte ouest du Groenland. Knuth passe les deux années suivantes comme critique d'art pour le journal de Copenhague Dagens Nyheder.
En assistant le Dr Roussell et le Dr Poul Nørlund au cours de l'été 1934, Knuth fouille d'anciennes ruines norriques à Igaliko. En 1935, le Dr Helge Larsen, Ebbe Munck et Knuth, en tant qu'archéologues, participent à l'expédition Augustine Courtauld dans l'est du Groenland, au cours de laquelle le Gunnbjørn, la plus haute montagne du Groenland, est escaladée. L'été suivant, en 1936, Knuth, Robert Gessain et Michel Perez participent à l'expédition française transgroenlandaise sous la direction de Paul-Émile Victor, traversant l'inlandsis du Groenland, commençant à Christianshåb à l'ouest et se terminant à Angmagsalik, un établissement inuit à l'est. C'est ici que Knuth commence la sculpture, produisant une série de bustes d'Inuits locaux.
Knuth finance la majeure partie de sa prochaine expédition, l'expédition danoise du nord-est du Groenland envoyée par Alf Trolle, Ebbe Munck et Eigil Knuth en mémoire de l'expédition Danmark. Il arrive au Groenland avec son co-chef et ami, Ebbe Munck, le 19 juin 1938. L'équipage est composé de six autres hommes dont le botaniste Paul Gelting. C'est une des premières expéditions danoises au Groenland à utiliser un avion, un de Havilland Tiger Moth. Avec le début de la guerre, Knuth ne peut retourner au Groenland comme prévu et devient présentateur pour la radio danoise dans le mouvement de résistance danois.
Au cours de la période 1948-1950, Knuth est de retour au Groenland et fait plusieurs découvertes, notamment une vaste collection d'outils de la culture de Thulé et des fragments d'outils de la culture Dorset. Sa contribution la plus importante, cependant, est la première identification et la démonstration de la Culture de l'Indépendance I et de la Culture de l'Indépendance II, vagues d'immigration des Paléoesquimaux, espacées de près de 3 000 ans. Il a nommé les cultures « Indépendance » d'après le fjord de l'Indépendance situé en Terre de Peary.
En plus de la sculpture, il réalise des peintures et des aquarelles. Certaines de ses œuvres sont exposées à l'Exposition universelle de New York en 1939.
Les expéditions danoises de Knuth en Terre de Peary se terminent en 1995 avec sa dernière visite à Brønlundhus dans le fjord de Brønlund, qui a servi pendant près de 50 ans de quartier général de son expédition.
Il meurt à Copenhague l'année suivante en se suicidant par arme à feu. Il est enterré au cimetière de Bispebjerg.
Knuth, dans sa vieillesse, regrettait en privé de ne pas s'être révélé publiquement homosexuel.

## Hommages et récompenses
Avant sa mort, Knuth était incapable de terminer un livre complet résumant ses découvertes archéologiques sur la Terre de Peary. Cette tâche incombait à Bjarne Grønnow, héritier des informations archivistiques de Knuth. The Northernmost Ruins of the Globe: Eigil Knuth's archaeological investigations in Peary Land and adjacent areas of High Arctic Greenland (2003) sont une compilation des découvertes et des observations de Knuth.
Ses bustes sculptés sont conservés à Nuuk.
- 1951 : Médaille Hans Egede, Société géographique royale danoise[6]
- 1952 : Médaille du Patron, Royal Geographical Society[13]
- 1953 : Médaille Mungo Park, Royal Scottish Geographical Society[14]
- 1979 : doctorat honorifique en sciences, Université de Copenhague[5]
- 1993 : Médaille d'or Nersornaat (en), Inatsisartut[6]

## Publications
- 1927 : Kunst og Liv
- 1936 : Fire Mand og Solen : En Tur over Grönlands Indlandsis
- 1940 : Under det nordligste Dannebrog, beretning om Dansk Nordøstgrønlands ekspedition 1938—39
- 1942 : Report on the expedition and on subsequent work at the Mørkefjord Station
- 1943 : Ernst Zeuthen: 1880—1938
- 1943 : Billedhugger i Angmagssalik
- 1945 : Tanker ved tingene
- 1948 : Sommerrejsen til Pearyland
- 1958 : Det mystiske X i Danmark fjord
- 1960 : Aron of Kangeq: 1822—1869 : The seal hunter who became father of Greenland's art of painting
- 1964 : Rapport over Den 3die Peary Land Ekspedition: sommeren 1964
- 1967 : Archaeology of the Musk-ox way
- 1967 : Thai-Danish Prehistoric Expedition 1960-62 : Archaeological excavations in Thailand
- 1973 : Kap Harald Moltke (82⁰09'23"N., 29⁰53'00"W.) : Jørgen Brønlund Fjord, Peary Land
- 1980 : Umiaq'en fra Peary Land
- 1995 : Uafhængighed : hundeslæderejsens filosofi = Kiffaanngissuseq: qimussimik angalanerup isumaliutersuutai = Independence: the philosophy of a dog sledge journey
- 2003 : Billedhugger i Ammassalik
- 2009 : Indépendance : la philosophie du voyage en traîneau, éditions Paulsen, Paris
- 2013 : Inslandis, éditions Paulsen, Paris